# Museu d'Antiguitats d'Aruba
El Museu d'Antiguitats d'Aruba (en papiament: Museo di Antiguedad Aruba) és un museu localitzat a la ciutat d'Oranjestad, la capital del país autònom i illa caribenya d'Aruba.
El museu està dedicat a promoure la cultura i l'herència dels avantpassats de l'illa. El museu funciona des de l'any 1994, és popular entre els turistes locals i estrangers. L'edifici on es troba el museu data del segle xvii, amb una gran col·lecció i un mínim de 23 sales d'exposició.